# Юльянув (гміна П'ясечно)
Юльянув (пол. Julianów) — село в Польщі, у гміні Пясечно Пясечинського повіту Мазовецького воєводства.
Населення — 1347 осіб (2011).
У 1975-1998 роках село належало до Варшавського воєводства.

## Демографія
Демографічна структура станом на 31 березня 2011 року:
|          | Загалом | Допрацездатний вік | Працездатний вік | Постпрацездатний вік |
| -------- | ------- | ------------------ | ---------------- | -------------------- |
| Чоловіки | 634     | 177                | 423              | 34                   |
| Жінки    | 713     | 164                | 440              | 109                  |
| Разом    | 1347    | 341                | 863              | 143                  |